# Bruno Sandkühler
Bruno Sandkühler (* 8. März 1931 in Stuttgart) ist ein deutscher Lehrer, Schriftsteller und Übersetzer.

## Leben und Wirken
Sandkühler wurde als Sohn des Lehrers Konrad Sandkühler  in Stuttgart geboren, wo er die Waldorfschule Uhlandshöhe besuchte. Als diese in der Zeit des Nationalsozialismus geschlossen wurde, übersiedelte die Familie nach Dresden. Nachdem auch dort die Waldorfschule verboten wurde, wechselte Sandkühler an die Dreikönigsschule. Nach Ende des Zweiten Weltkriegs kehrte die Familie über Bayern zurück nach Stuttgart. Dort legte er 1950 sein Abitur am Johannes-Kepler-Gymnasium ab.
Sandkühler studierte Romanistik, Anglistik und Orientalistik in Florenz, Perugia, Paris und an der Universität Freiburg i. Br., wo er 1956 das Staatsexamen ablegte und mit einer Dissertation über die frühen Dantekommentare promoviert wurde. Sandkühler unternahm ausgedehnte Studienreisen in den islamischen Kulturraum. Gemeinsam mit seinem Studienfreund Carl-Ernst Fischer gründete er die Marco Polo Reisen und arbeitete von 1959 bis 1964 an einer fotografischen Erfassung der altägyptischen Altertümer sowie griechischer und islamischer Kunst mit.
Von 1961 bis 2001 wirkte Sandkühler als Lehrer an verschiedenen Waldorfschulen in Deutschland und im Ausland; er unterrichtete die Fächer Geschichte, Kunstgeschichte, Geographie, Fremdsprachen und freien Religionsunterricht. Außerdem baute er in der Zeit zwischen 1969 und 1973 eine Bildungs- und Studienstätte für die Zusammenarbeit mit den Menschen der Dritten Welt auf. Er zählte zum Gründungskreis der Stuttgarter Michael-Bauer-Schule und war dort zunächst Geschäftsführer und von 1973 bis 1997 Lehrer für Englisch, Französisch, Religion und Kunstgeschichte.
Seit dem Eintritt in den Ruhestand arbeitete Sandkühler in verschiedenen Gremien mit, zum Beispiel im Europäischen Rat der freien Schulverbände (ECNAIS) und dem European Council for Waldorf Education (ECSWE) sowie in diesem Zusammenhang in der NGO-Sektion des Europarates. Außerdem wirkt er als Berater von Waldorfschulen in Italien und in islamischen Ländern.
Seine wissenschaftlichen Schwerpunkte liegen insbesondere in den Bereichen der Ägyptologie und Kunstgeschichte, der arabischen Kultur des 9. bis 12. Jahrhunderts und deren Auswirkungen auf die lateinische Scholastik sowie den Beziehungen zwischen christlichen und islamischen Kulturen in der heutigen Zeit. Er ist Autor von Büchern und Zeitschriftenartikeln und wirkt zudem als Herausgeber und Übersetzer.
Sein Bruder Martin (1927–2016) war Verlagskaufmann, Autor und Reiseschriftsteller.

## Veröffentlichungen (Auswahl)

### Als Autor
- mit Maria Burges: Wissenschaftliche Farbdiapositive: Ägypten. Uni Dia Verlag, München 1960.
- mit Peter Amelung: Dante Alighieri 1265–1321: Handschriften, Bildnisse und Drucke des 14. bis 16. Jahrhunderts, vornehmlich aus den Schätzen der Württembergischen Landesbibliothek. Mit Fotografien von Bruno Sandkühler. Ausstellungskatalog. Verlag: Kulturamt der Stadt Stuttgart, 1965.
- Die frühen Dantekommentare und ihr Verhältnis zur mittelalterlichen Kommentartradition. Zugl. Dissertation 1962, Hueber Verlag, München 1967.
- Die Kommentare zur Commedia bis zur Mitte des 15. Jahrhunderts. In: Grundriss der romanischen Literaturen des Mittelalters. Bd. X/1, S. 166–208. Carl Winter, Heidelberg 1987, ISBN 3-533-03767-3.
- Lernen Kinder mit dem Kopf? Die Bedeutung von Bewegung und praktischem Tun in der Waldorfpädagogik. Verlag Freies Geistesleben, Stuttgart 1999, ISBN 3-7725-1507-X.
- Aufgaben der Waldorfpädagogik nach PISA Beiträge zur Gegenwart. Menon, Heidelberg 2004, ISBN 3-921132-31-2.
- Begegnung mit dem Islam: Lebensformen und Perspektiven einer Religion. Verlag Freies Geistesleben, Stuttgart 2005, ISBN 3-7725-2038-3.
- Rencontre avec l'islam: Fondements, modes de vie et perspectives. Verlag Triades, Laboissière en Thelle 2006, ISBN 2-85248-288-6.
- Lotus und Papyrus. Der Atem Ägyptens. Verlag am Goetheanum, Dornach 2017, ISBN 978-3-7235-1575-4.
- Sema Tawy. Cosmic and Earthly Polarity in Ancient Egypt. Edition Esefeld & Traub, Stuttgart 2021, ISBN 978-3-9818128-6-2.

### Als Herausgeber
- Alanus ab Insulis: Predigten zum Jahreslauf. Lateinisch-Deutsch. Edition Hardenberg, Stuttgart 1998, ISBN 3-7725-1628-9.

### Als Übersetzer
- Sabatino Moscati: Die altsemitischen Kulturen. Kohlhammer, Stuttgart 1961.
- I.E.S. Edwards: Die ägyptischen Pyramiden. Harrassowitz, Wiesbaden 1967.
- Siger von Brabandt: De anima intellectiva. In: Menschliche Seele und kosmischer Geist. Siger von Brabandt in der Auseinandersetzung mit Thomas von Aquin. Edition Hardenberg/Verlag Freies Geistesleben, Stuttgart 1988, ISBN 3-7725-0894-4.
- Alanus ab Insulis: Predigten zum Jahreslauf. Lateinisch-Deutsch. Edition Hardenberg/Verlag Freies Geistesleben, Stuttgart 1998, ISBN 3-7725-1628-9.
- Dave Grossman: Wer hat unseren Kindern das Töten beigebracht? Ein Aufruf gegen Gewalt in Fernsehen, Fim und Computerspielen. Aus dem Amerikanischen von Martin Kraus und Bruno Sandkühler, mit ergänzenden Beiträgen von Werner Glogauer, Barbara Supp und Bruno Sandkühler. Freies Geistesleben, Stuttgart 2002, ISBN 3-7725-2225-4.
- Theodor Abt: Tutanchamun. Eine Zukunft für Ägyptens Vergangenheit: die Geschichte des Nachbaus von Tutanchamuns Grab und die Bedeutung der Bilder in seiner Grabkammer. Living Human Heritage Publications, Zürich 2017, ISBN 978-3-9524468-5-0.